# Léon Sée
Léon Sée (Lille, 1877. szeptember 23. – Párizs 16. kerülete, 1960. március 21.) olimpiai bronzérmes francia párbajtőrvívó.